# Анджей Єжи Мнішек
Анджей Єжи Філіп Мні́шек (іноді Анджей-Єжи-Філіп Мнішек, пол. Andrzej Jerzy Mniszech; 21 листопада 1823, Вишнівець — 11 травня 1905, Париж) — польський граф українсько-польського походження, живописець і колекціонер. Нащадок роду князів Вишневецьких.

## Біографія
Народився 21 листопада 1823 року в місті Вишнівці (тепер Тернопільська область, Україна) в сім'ї Кароля Філіпа Вандаліна Мнішека (1794—1844) і Елеонори з графів Цетнерів (1798—1871). Був онуком Міхала Єжи Вандаліна Мнішека, великого коронного маршалка (1783—1793) та нащадком князів Вишневецьких. Юність провів у родовому палаці у Вишнівці та Парижі.
1846 року разом із братом отримав у спадок родинний маєток у Вишнівці. У 1849 році вступив у вигідний шлюб з Анною Ельжбетою з магнатського роду Потоцьких. У 1854 році продав палац та частину бібліотеки. Найцінніші мистецькі твори середини XVIII століття вивіз до Парижа. Живопису навчався в Жана Ґіґу та Леона Коньє. У Парижі відкрив живописну майстерню. 
Помер у Парижі 11 травня 1905 року.

## Творчість
Створював переважно портрети. Його картини експонували в Кракові в 1877, 1885 та 1887 роках, Варшаві в 1882 і 1896 роках, Львові в 1894 році, Лондоні у 1880 році, Парижі в 1888 і 1918 роках та Відні в 1913 році.
|              |                                |                               |                                  |
| Портрет сина | Портрет Олександра Браницького | Портрет Іполіта Свєйковського | Портрет Максиміліана Геримського |

## Колекція
Колекціонував твори фламандських, голландських та італійських художників. Був одним із перших колекціонерів робіт голландського живописця Франса Галса.
Його колекція нараховувала близько 500 картин, гравюр, малюнків, кераміки, меблів, годинників, музичних інструментів.
У 1902 і 1910 роках частину його зібрання було продано на аукціоні.